# Holger A. Lundberg
Holger Augustsson Lundberg, född 4 juni 1884 i Uppsala, död 22 september 1958 på Lidingö, var en svensk civilingenjör och uppfinnare.
Lundberg blev fil.kand. vid Uppsala universitet 1903 och avlade civilingenjörsexamen från KTH 1907. Han arbetade som ingenjör vid Yngeredsfors kraftaktiebolag 1907–1910, var ingenjör och delägare i Elektriska och mekaniska prövningsanstalten 1910–1920, sekreterare i Ingenjörsvetenskapsakademiens kraft- och bränsleutredning 1920–1927, och bedrev därefter egen konsultverksamhet från 1927. Han var lärare i maskinlära vid Stockholms tekniska realskola 1932–1949 och speciallärare vid KTH 1938–1952.
Lundberg verkade främst inom utveckling av byggnadsuppvärmningssystem och skrev flera böcker i ämnet. Han myntade bland annat uttrycket "Elda inte för kråkorna"[källa behövs] och författade 1923 en skrift med denna titel, vilket blev hans valspråk och som även gestaltades på hans exlibris i form av två kråkor sittande på en snötäckt skorsten. I övrigt skrev han bland annat Eine symbolische Temperaturkurve für Schweden und ihre Verwertung (1924), Om specifika värmet hos gaser inom förbränningstekniken (1927) och Ångtorkning av sågvirke (1929) samt tidskriftsuppsatser och broschyrer. Lundberg är begravd på Norra begravningsplatsen utanför Stockholm.